# Banksia brunnea
Banksia brunnea är en tvåhjärtbladig växtart som beskrevs av A.R.Mast & K.R.Thiele. Banksia brunnea ingår i släktet Banksia och familjen Proteaceae. Inga underarter finns listade i Catalogue of Life.